# 하인리히 폰 트라이치케

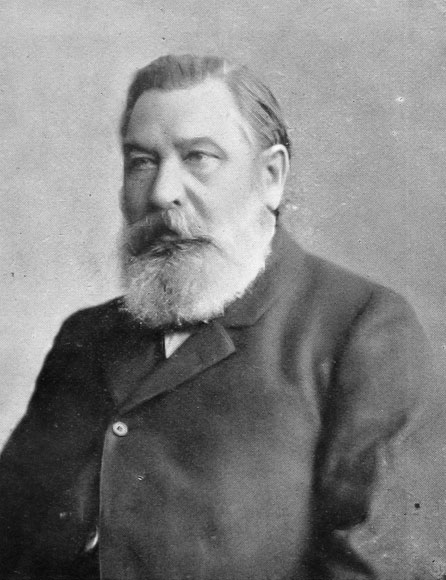

하인리히 폰 트라이치케(독일어: Heinrich von Treitschke, 1834년 9월 15일~1896년 4월 28일)는 독일의 역사학자이자 정치인이다.

## 생애
1834년 9월 15일 작센 왕국의 드레스덴에서 장교의 아들로 태어났다. 본과 라이프치히 대학교에서 수학한 후 1859년 라이프치히 대학교의 역사학·정치학을 가르쳤다. 이후 프라이부르크, 킬, 하이델베르크, 베를린을 차례로 돌면서 강의를 맡았다. 1866년부터 1889년까지 역사학 학술지 《프로이센 연보(Preussische Jahrbücher)》의 편집을 맡았으며, 1886년 레오폴트 폰 랑케가 사망하자 후임 프로이센 국사편수관으로 임명되었다.
역사학자인 동시에 정치인으로도 활동하면서 1871년 총선에서 국민자유당 소속으로 의원에 당선되었다. 그러나 1870년대 후반 당을 탈당한 후 보수 성향의 무소속 정치인으로 활동하였다. 독일 제국에서 그는 영향력 있는 강사였으며, 그의 강의는 알프레트 폰 티르피츠, 프리드리히 폰 베른하르디, 카를 페터스, 하인리히 클라스와 같은 보수적 인사들 뿐만 아니라 프리드리히 마이네케, 에리히 마르크스, 구스타프 바크만, 카를 리프크네히트 등의 정치적 반대자들도 수강하였다. 1896년 4월 28일 베를린에서 죽었다.

## 같이 보기
- 본질주의